# Дзюдо на летних Олимпийских играх 1980

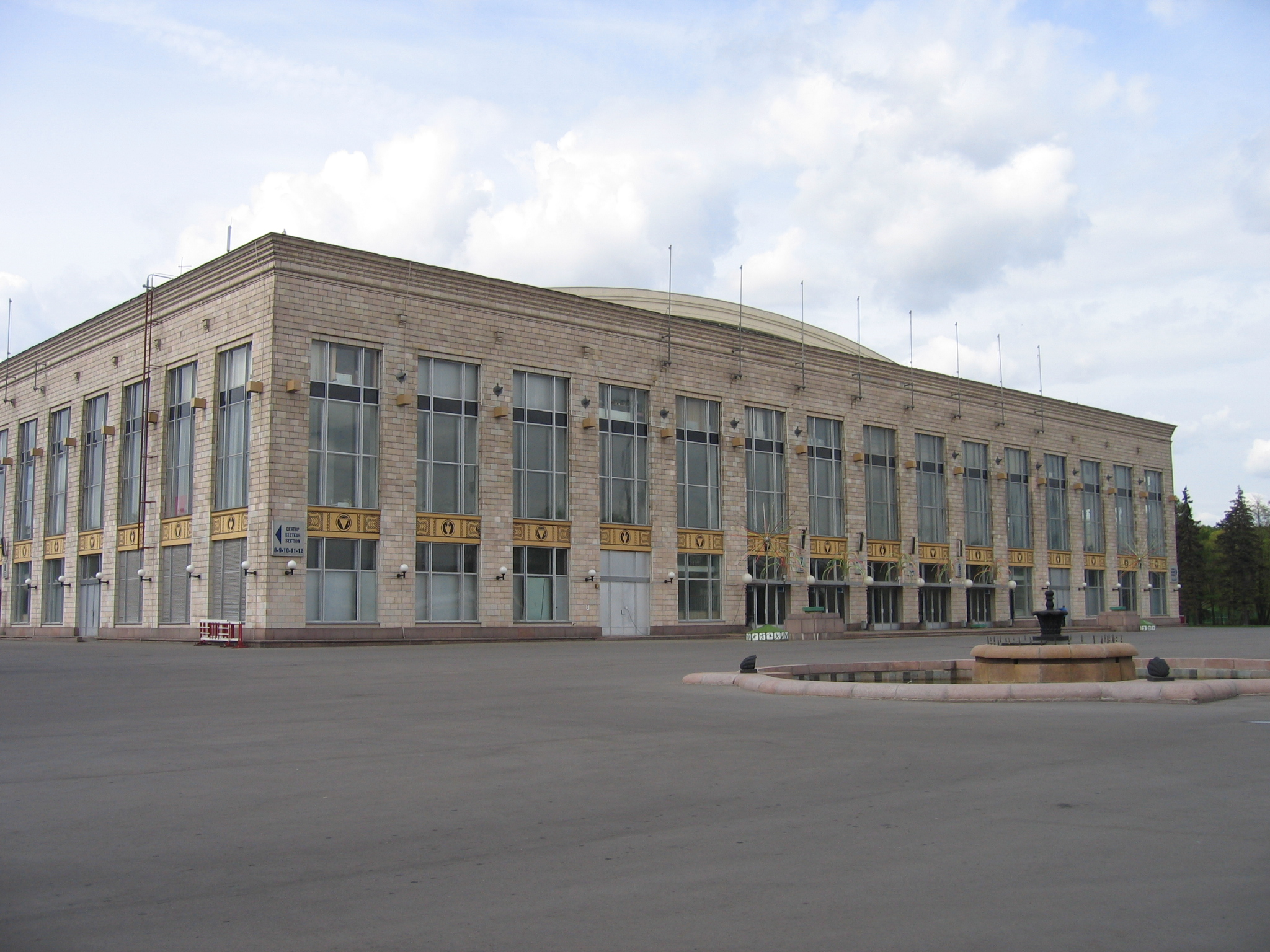
Дворец спорта Центрального стадиона имени В. И. Ленина, где проходили соревнования по дзюдо

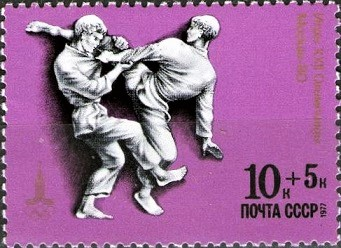
Почтовая марка

Соревнования по дзюдо на летних Олимпийских играх 1980 года проходили в Москве, во Дворце спорта Центрального стадиона имени В. И. Ленина, с 27 июля по 2 августа.
Мужчины разыграли комплекты наград в 8 весовых категориях, включая абсолютную. По сравнению с Олимпийскими играми 1976 года в Монреале количество весовых категорий увеличилось на две, кроме того изменились весовые рамки всех категорий, кроме абсолютной. Женщины в соревнованиях по дзюдо впервые приняли участие лишь в 1992 году в Барселоне.

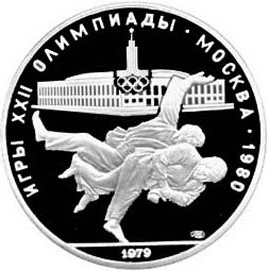
Дзюдо и Дворец спорта Центрального стадиона имени В. И. Ленина на серебряной монете СССР номиналом 10 рублей, выпущенной к Олимпиаде-80

Особенностью олимпийского турнира по дзюдо в Москве стало то, что сравнительно неудачно выступили хозяева соревнований: несмотря на увеличение количества весовых категорий и отсутствие из-за бойкота сильных спортсменов из целого ряда стран (особенно из Японии) советские дзюдоисты выиграли только 2 золотые, 1 серебряную и 2 бронзовые награды, тогда как 4 годами ранее в Монреале представители СССР завоевали 2 золотых, 2 серебряных и 1 бронзовую награду.
Тем не менее, советские дзюдоисты стали лучшими в общем медальном зачёте на Играх в Москве, опередив французов, которые выиграли на 1 бронзу меньше. Также пять наград было на счету дзюдоистов ГДР — 1 золото и 4 бронзы.
Две золотые награды, выигранные в Москве Шотой Хабарели и Николаем Солодухиным, стали последними для СССР в дзюдо на Олимпийских играх, в 1984 году советские спортсмены не участвовали в Играх в Лос-Анджелесе, а в 1988 году в Сеуле не сумели выиграть ни одного золота.
Юрг Рётлисбергер выиграл первую и на данный момент единственную золотую награду для Швейцарии в дзюдо на Олимпийских играх. Болгары выиграли в Москве 2 из 3 своих наград в дзюдо на Олимпийских играх за всю историю. Владимир Коцман выиграл единственную в истории олимпийскую награду в дзюдо для Чехословакии. Золото Роберта Ван де Валле в категории до 95 кг — единственная медаль сборной Бельгии на Олимпийских играх в Москве.
По две награды выиграли в Москве Анджело Паризи из Франции и немец из ГДР Дитмар Лоренц. При этом Лоренц, бронзовый призёр в категории до 95 кг, сумел победить в финале абсолютной весовой категории Паризи, олимпийского чемпиона в категории свыше 95 кг.

## Медалисты

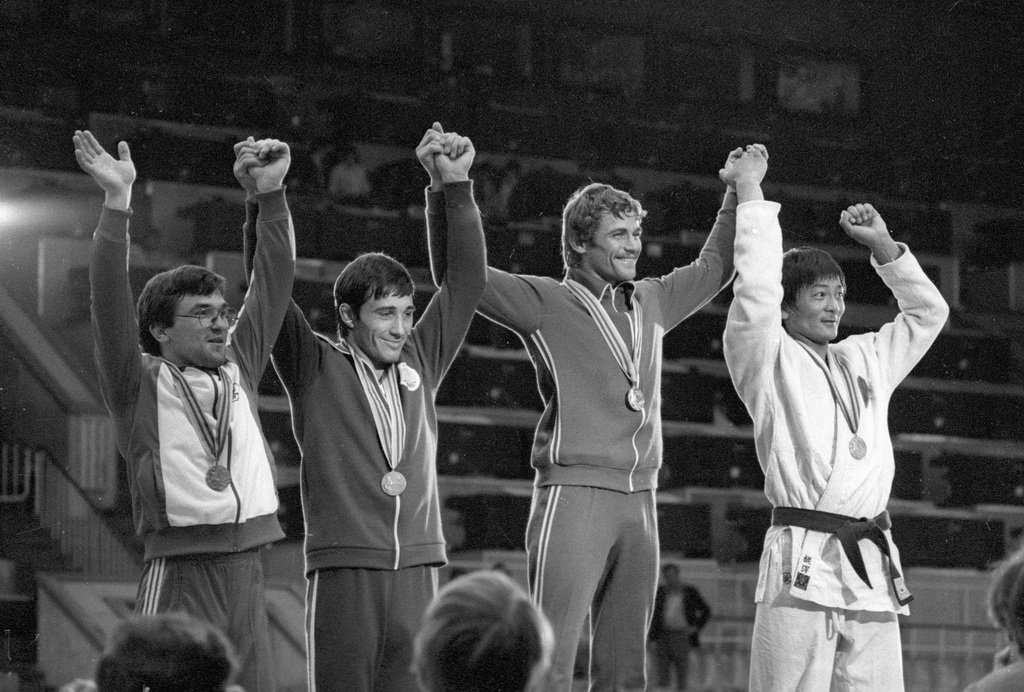
Призёры в категории до 65 кг, второй справа — Николай Солодухин

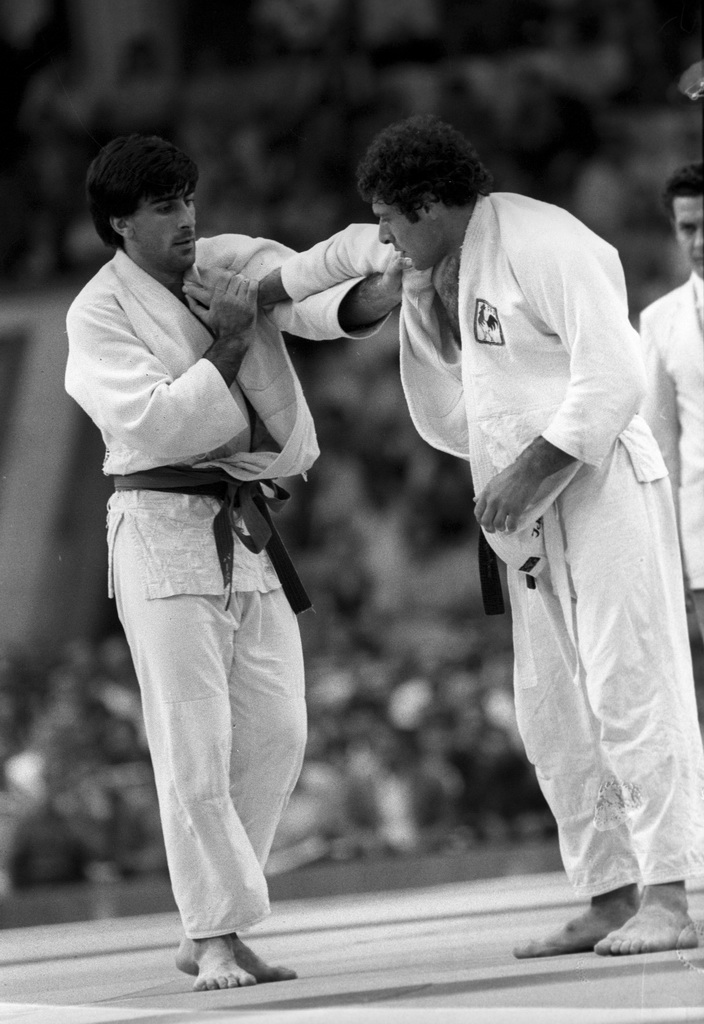
Бронзовый призёр в категории до 78 кг Бернар Чулуян (справа) против итальянца Игнасио Санцы

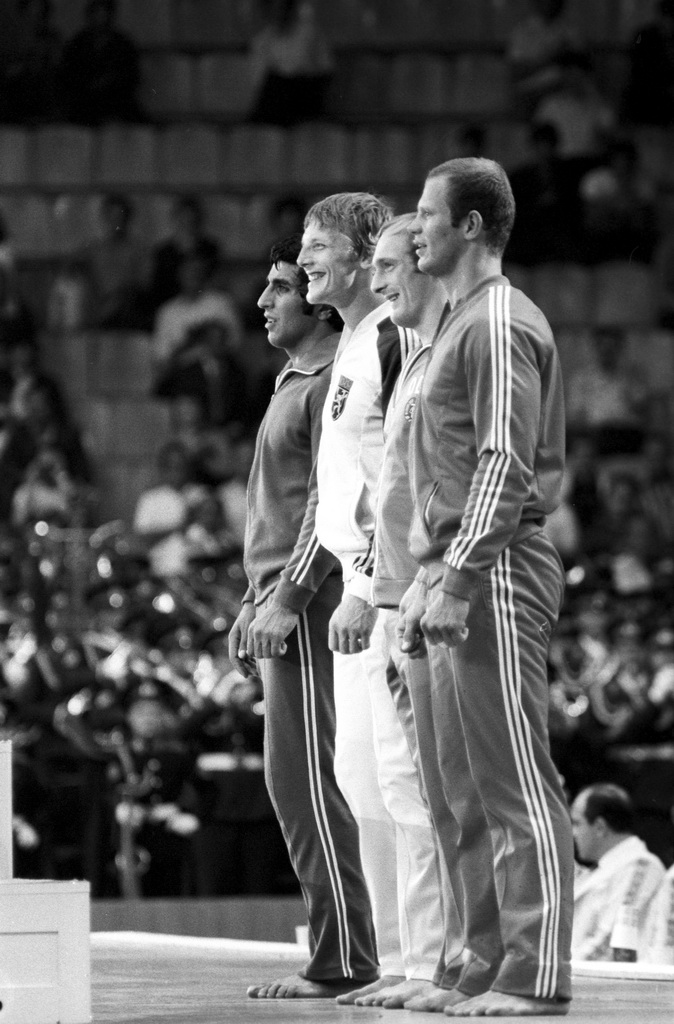
Награждения призёров в категории до 95 кг, второй слева — чемпион из Бельгии Роберт Ван де Валле

| Категория                 | Золото                      | Серебро                   | Бронза                         |
| До 60 кг см. подробнее    | Тьерри Ре Франция           | Хосе Родригес Куба        | Арамбий Емиж СССР              |
| До 60 кг см. подробнее    | Тьерри Ре Франция           | Хосе Родригес Куба        | Тибор Кинчеш Венгрия           |
| До 65 кг см. подробнее    | Николай Солодухин СССР      | Цэндийн Дамдин Монголия   | Илиан Недков Болгария          |
| До 65 кг см. подробнее    | Николай Солодухин СССР      | Цэндийн Дамдин Монголия   | Януш Павловский Польша         |
| До 71 кг см. подробнее    | Эцио Гамба Италия           | Нейл Адамс Великобритания | Равдангийн Даваадалай Монголия |
| До 71 кг см. подробнее    | Эцио Гамба Италия           | Нейл Адамс Великобритания | Карл-Хайнц Леман ГДР           |
| До 78 кг см. подробнее    | Шота Хабарели СССР          | Хуан Феррер Куба          | Бернар Чулуян Франция          |
| До 78 кг см. подробнее    | Шота Хабарели СССР          | Хуан Феррер Куба          | Харальд Хайнке ГДР             |
| До 86 кг см. подробнее    | Юрг Рётлисбергер Швейцария  | Исаак Аскуй Куба          | Александр Яцкевич СССР         |
| До 86 кг см. подробнее    | Юрг Рётлисбергер Швейцария  | Исаак Аскуй Куба          | Детлеф Улч ГДР                 |
| До 95 кг см. подробнее    | Роберт Ван де Валле Бельгия | Тенгиз Хубулури СССР      | Хенк Нюман Нидерланды          |
| До 95 кг см. подробнее    | Роберт Ван де Валле Бельгия | Тенгиз Хубулури СССР      | Дитмар Лоренц ГДР              |
| Свыше 95 кг см. подробнее | Анджело Паризи Франция      | Димитр Запрянов Болгария  | Радомир Ковачевич Югославия    |
| Свыше 95 кг см. подробнее | Анджело Паризи Франция      | Димитр Запрянов Болгария  | Владимир Коцман Чехословакия   |
| Абсолют см. подробнее     | Дитмар Лоренц ГДР           | Анджело Паризи Франция    | Артур Мапп Великобритания      |
| Абсолют см. подробнее     | Дитмар Лоренц ГДР           | Анджело Паризи Франция    | Андраш Ожвар Венгрия           |